# 任禮 (永樂進士)
任禮（1395年—1460年），字敬讓，號澹斋，江西南昌府豐城縣人，明朝政治人物。

## 生平
任禮是永樂十八年（1420年）庚子科舉人，十九年（1421年）聯捷辛丑科進士，回乡省亲，扁其堂曰顺亲，乡人荣之。越三载，召至京，遣持节册封楚王。
宣德元年（1426年）獲授工部营缮司主事，三年奉命取淮浙工人四千馀赴京修宫殿，进阶承德郎。九年以秩满升郎中，正統三年（1438年）丁外艰，服阕，用荐升四川布政司右叅议。十四年丁内艰，景泰四年癸酉（1453年）改河南参议，六年春秩满，用荐升湖广右布政使，进阶朝请大夫。天順四年（1460年）春以老疾致仕，居三月，一疾而逝，享年六十有六。

## 家族
七世祖陆吕登宋景定进士，官大理评事。祖父任原杰。父任载远，以子贵赠朝请大夫河南布政司右叅议。母郑氏，赠恭人。
长子任善，顺天府儒学教授。

## 引用
- 李贤《中奉大夫湖广右布政任公墓志铭》

1. ↑  《江西通志》